# 大黑天神龍屬
大黑天神龍屬是種原始馳龍科恐龍，唯一的化石發現於蒙古南戈壁省的德加多克塔組（Djadochta Formation），年代為上白堊紀的坎潘階，約8,000萬年前。大黑天神龍是種小型馳龍科恐龍，身長接近70公分，並具有早期傷齒龍科與鳥翼類的特徵。儘管大黑天神龍很晚期才出現，牠們卻是最原始的馳龍科恐龍。大黑天神龍與其他原始恐爪龍下目的體型小，顯示鳥類在發展出飛行能力以前的體型很小。
大黑天神龍的屬名衍化自梵語，是以藏傳佛教八大護法之一的大黑天為名，種名則是以發現地南戈壁省（Ömnögovi Province）為名。

## 敘述

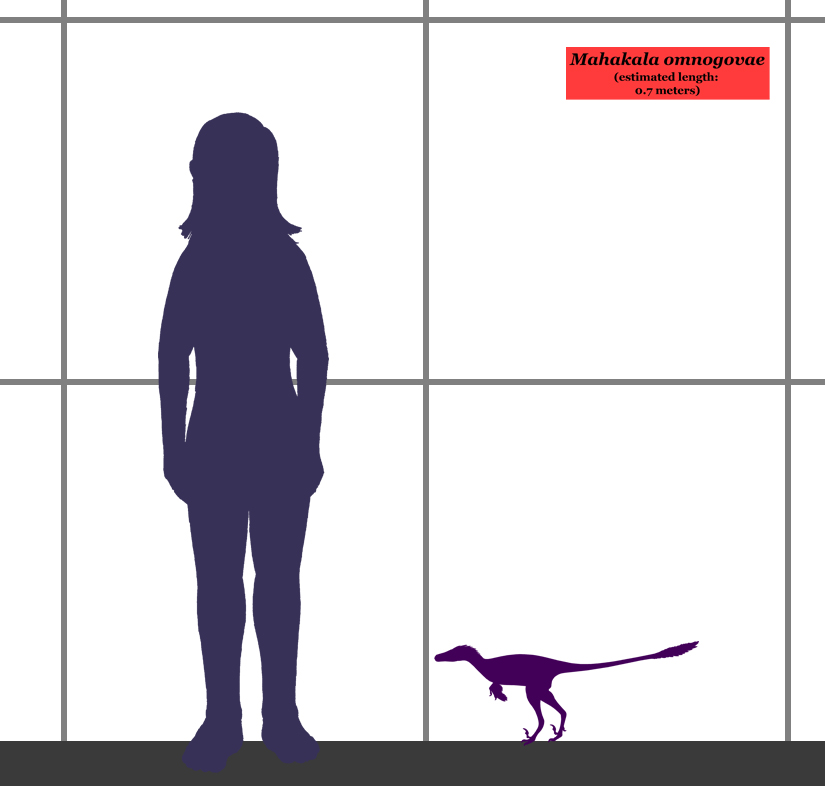
大黑天神龍與人類的體型比較圖

大黑天神龍的化石（編號IGM 100/1033）是一個部份骨骸，包含顱骨、脊椎、四肢骨頭、以及部分的骨盆與胸帶。雖然這個標本非常小，與始祖鳥、尾羽龍、寐龍大小接近，卻是接近成年的個體。大黑天神龍與其他近鳥類（馳龍科、傷齒龍科、鳥類）的差別在於，尺骨、股骨、髂骨、以及尾椎的細部特徵。大黑天神龍的中間蹠骨並非扁長，此特徵與始祖鳥與更衍化的馳龍科相同，但與原始傷齒龍科與某些馳龍科不同，顯示非扁長的中間蹠骨是種原始特徵。大黑天神龍具有典型的馳龍類第二趾爪。

## 分類
在2007年，愛倫·特納（Alan H. Turner）與其同事的一份親緣分支分類法研究，命名並敘述了大黑天神龍，並將之列為目前已知最原始的馳龍科恐龍。這個發現，加上其他被歸類於原始近鳥類的獸腳類恐龍體型很小，顯示早期的近鳥類普遍為體型小的動物，並非鳥類的獨有衍徵；而且早於發展出飛行能力前，鳥類已是小型動物。傷齒龍科與馳龍科在演化過程中，體型逐漸變大，而且不同的支系具有不同的體型大小。大黑天神龍也具有原始傷齒龍科與鳥類的特徵，更衍化的馳龍科後來失去這些原始特徵。

## 古生態學與古生物學
德加多克塔組過去曾是半乾旱的氣候，地表佈滿沙丘與沖積層。這片半乾旱的大草原上有間歇河流經，有季節性的雨季，偶爾有沙塵暴。該地發現的其他動物包含：陸生烏龜、鱷魚、蜥蜴、哺乳類、以及多種的恐龍，水生動物則是現已滅絕的魚類。這個地區的動物群的體型為小到中型。該地所發現的其他恐龍，包含：馳龍科的伶盜龍、傷齒龍科的拜倫龍與蜥鳥龍、偷蛋龍科的葬火龍、可汗龍與偷蛋龍、阿瓦拉慈龍科的單爪龍與鳥面龍、角龍下目的原角龍、甲龍科的繪龍。如同其他的馳龍科，大黑天神龍應該是種小型、活躍的肉食性掠食動物。

## 外部連結
- 愛倫·特納的大黑天神龍論文(網路版) （页面存档备份，存于） 內有正模標本的照片、骨骼特徵、以及近鳥類的演化樹